# Atlas Shrugged: Part I
Atlas Shrugged: Part I (2011) es una adaptación cinematográfica de la novela de Ayn Rand La rebelión de Atlas (Atlas Shrugged, 1957), la primera de una trilogía de películas que, si finalmente se culmina, pretende abarcar todo el libro de más de 1300 páginas. Tras varias propuestas que fracasaron y dejaron en el limbo su realización durante casi 40 años, el inversionista John Aglialoro inició la producción en junio de 2010. La película fue dirigida por Paul Johansson con los actores Taylor Schilling como Dagny Taggart y Grant Bowler como Hank Rearden. 
Atlas Shrugged explora unos Estados Unidos distópicos donde los principales innovadores, que van desde los científicos independientes, empresarios honestos, artistas individualistas y trabajadores responsables, se niegan a ser explotados por la sociedad en medio del creciente poder de los líderes políticos, sociales y religiosos, en donde los burócratas del gobierno y empresarios proteccionistas han formado una alianza para mantener su posición de privilegio y saquear a los sectores productivos, ahogando la economía del país y paralizando su infraestructura. La protagonista, Dagny Taggart, lucha por mantener su negocio mientras ve a la sociedad colapsar a su alrededor y al gobierno obtener cada vez más control sobre toda la industria (incluida la Transcontinental Taggart, el una vez poderoso ferrocarril transcontinental del que ella es ejecutiva de operaciones), mientras que los ciudadanos más productivos de la sociedad, encabezados por el misterioso John Galt, progresivamente desaparecen. Galt describe la huelga como "detener el motor del mundo" retirando las "mentes" que conducen el crecimiento y la productividad de la sociedad. En sus esfuerzos, estos hombres "de la mente" esperan demostrar que un mundo en el que el individuo no es libre de crear está condenado al fracaso, que la civilización no puede existir donde los hombres son esclavos de la sociedad y el gobierno, y que la destrucción del afán de lucro lleva al colapso de la sociedad.
La secuela Atlas Shrugged: Part II fue estrenada en EE. UU. el 12 de octubre de 2012.

## Elenco
- Taylor Schilling como Dagny Taggart.
- Grant Bowler como Hank Rearden.
- Matthew Marsden como James Taggart.
- Graham Beckel como Ellis Wyatt.
- Edi Gathegi como Edwin "Eddie" Willers.
- Jsu García como Francisco Domingo Carlos Andrés Sebastián d'Anconia.
- Michael Lerner como Wesley Mouch.
- Jack Milo como Richard McNamara.
- Ethan Cohn como Owen Kellogg.
- Rebecca Wisocky como Lillian Rearden.
- Christina Pickles como Madre Rearden
- Neill Barry como Philip Rearden.
- Patrick Fischler como Paul Larkin.
- Sylva Kelegian como Ivy Starnes.
- Jon Polito como Orren Boyle.
- Michael O'Keefe como Hugh Akston.
- Geoff Pierson como Midas Mulligan.
- Armin Shimerman como Dr. Potter
- Paul Johansson como John Galt (solo en Parte 1 como una figura silueteada vistiendo una gabardina y un fedora).[2][3]

## Producción

### Desarrollo
En 1972, Albert S. Ruddy se acercó a Rand para producir una adaptación cinematográfica de La rebelión de Atlas. Rand insistió en la aprobación de guion final, que Ruddy se negó a darle, lo que impidió llegar a un acuerdo. En 1978, Henry y Michael Jaffe negociaron un acuerdo para una miniserie para la televisión de ocho horas en la NBC. Michael Jaffe contrató al guionista Sterling Silliphant para adaptar la novela y obtuvo la aprobación de Rand en el guion final. Sin embargo, en 1979, con la subida Fred Silverman como presidente de NBC, el proyecto fue desechado.
Rand, ella misma una ex guionista de Hollywood, comenzó a escribir su propio guion, pero murió en 1982 con solo un tercio terminado. Dejó su patrimonio, incluyendo los derechos cinematográficos de La rebelión de Atlas, a su alumno Leonard Peikoff, que vendió una opción fílmica a Michael Jaffe y Ed Snider. Peikoff no aprobaría el guion que escribieron y el trato se cayó. En 1992, el inversor John Aglialoro compró una opción para producir la película, pagó a Peikoff más de US$1 millón para tener control creativo completo.
En 1999, bajo el patrocinio de John Aglialoro, Albert Ruddy negoció un acuerdo con Turner Network Television para una miniserie de cuatro horas, pero el proyecto murió después de la fusión AOL Time Warner. Tras el reparto de TNT, Howard y Karen Baldwin compraron los derechos durante el funcionamiento de la Crusader Entertainment de Phillip Anschutz. Los Baldwin dejaron Crusader y formaron Baldwin Entertainment Group en 2004, teniendo el derecho a La rebelión de Atlas con ellos. Michael Burns de Lions Gate Entertainment se acercó al Baldwin para financiar y distribuir La rebelión de Atlas. Un proyecto de guion en dos partes escrito por James V. Hart fue reescrito en un guion de 127 páginas por Randall Wallace, con Vadim Perelman como potencial director. Potenciales miembros del elenco de esta producción ha incluido Angelina Jolie, Charlize Theron, Julia Roberts, Anne Hathaway, Russell Crowe, y Brad Pitt. Acontecimientos posteriores pusieron en duda la participación de algunos de estos individuos, aunque el resurgimiento del interés público en la novela parecía estar atrayendo fondos adicionales.

### Guion
En mayo de 2010, Brian Patrick O'Toole y Aglialoro escribieron un guion, con la intención de rodar en junio de 2010. Aunque los rumores iniciales dijeron que las películas estarían situadas en un lugar "sin tiempo", más tarde la información reveló que el lugar se establecería en el año 2016, con unos Estados Unidos distópicos sufriendo económicamente en medio de mayores pedidos de intervención del gobierno y colectivismo. Otros cambios notorios incluyen la reducción de algunos personajes y relatos secundarios, como el de Eddie Willers, y la eliminación de otros, como el del compositor Richard Halley.

### Casting
Aunque el director Johansson ha sido anunciado por diversas fuentes como el protagonista de John Galt, dejó claro en una entrevista que, con respecto a "Quién es John Galt" en la película, la respuesta fue: "Yo no." Explicó que su interpretación del personaje se limita a la primera película como una figura recortada que llevaba un abrigo y sombrero, lo que sugiere que otro actor será lanzado como Galt para las partes posteriores de la trilogía.

### Filmación
Aunque Stephen Polk había sido escogido inicialmente para dirigir, fue reemplazado por Paul Johansson, nueve días antes de lo que la filmación estaba programada para comenzar. Con la opción fílmica de 18 años de duración para los derechos de las películas expirando el 15 de junio de 2010, productor Aglialoro comenzó la fotografía principal el 13 de junio de 2010, logrando así mantener los derechos. La filmación tomó cinco semanas, y la producción total de la película llega a un presupuesto de alrededor de 10 millones de dólares. Según IMDb, el presupuesto finalmente alcanzó los 15 millones.

### Banda sonora
Elia Cmiral compuso la música para la primera película.

## Estreno y recaudación
El tráiler de Atlas Shrugged: Part I fue lanzado en YouTube el 11 de febrero de 2011. La película se estrenó en los Estados Unidos el 15 de abril de 2011, en 299 salas. Un mes después de su estreno, el 15 de mayo, no había recuperado aún su coste estimado de 15 millones de dólares (sólo recaudó 4.563.873) y se mantenía en 158 salas.